# 西尾麟慶
西尾 麟慶（にしお りんけい）は、講談師の名跡。
- 初代西尾麟慶 - 後∶三代目東流斎馬琴
- 二代目西尾麟慶 - 本項にて記述
- 三代目西尾麟慶 - 後∶四代目小金井芦州
- 四代目西尾麟慶 - 後∶五代目小金井芦州
- 五代目西尾麟慶 - 後∶六代目小金井芦州

二代目 西尾 麟慶は、講談師。
明治から大正の人物。
三代目東流斎馬琴の実子、兄は四代目宝井馬琴。
二代目宝井琴柳から二代目西尾麟慶を襲名した。のちに初代千代田錦鏡と改名した。1900年3月29日に没。